# Juan Cornago
Juan Cornago, auch Joan oder Johannes Cornago (* um 1425 in Spanien; † nach 1475 wahrscheinlich in Spanien, möglicherweise in Burgos) war ein spanischer Komponist und Franziskaner der frühen Renaissance, der hauptsächlich am aragonesischen Hof in Neapel wirkte.

## Leben und Wirken
Juan Cornago hatte im Jahr 1449 an der Universität von Paris den akademischen Grad eines Bakkalaureus der Theologie erworben. Sein weiterer Aufenthalt in den vier folgenden Jahren ist nicht bekannt, bis er am 6. April 1453 am Hof von Neapel mit einem Jahresgehalt von 300 Dukaten in den Lohnlisten aufgeführt wurde. Gleichzeitig wurde er von dem elagio, der Lohnlistensteuer, befreit. Weil Juan Cornago Franziskanermönch war, hob Papst Nikolaus V. zwei Monate später, am 19. Juni 1453, sein Armutsgelübde auf und gab ihm das Recht, Pfründen und andere kirchliche Ämter zu bekommen; bestätigt wurde das dann am 20. April 1455 von Nikolaus’ Nachfolger Papst Calixt III. an dessen Krönungstag. Im darauf folgenden Jahr wurde der Komponist weiter in den Akten des Neapolitanischen Hofs geführt, und am 8. Januar 1457 steht bei seiner Lohneintragung der Satz »havea supra lo sali per foculerj di terra di lavoro«, was bedeutete, dass Cornago entweder von der Herdsteuer (»ius focularium«) befreit war, oder dass er etwas von diesen Einkünften bekam. Bekanntlich belohnten sowohl Alfonso V. von Aragón als auch sein Nachfolger Ferrante I. ihre bevorzugten Untertanen mit derartigen lukrativen Privilegien. Es ist nicht überliefert, ob sich Cornago in der Zeit von 1458 bis 1465 in Neapel aufhielt; in den vorhandenen Akten dieser Stadt erscheint er wieder am 3. April 1466 als Haupt-Almosenier von König Ferrante (elemosiniere maggiore).
Zumindest war die vorangegangene Zeit nach Ferrantes Thronbesteigung von politischen Unruhen und Kriegen gekennzeichnet. König Ferrante erreichte erst wieder 1465 die völlige Kontrolle über sein Reich; somit wäre in der Zwischenzeit ein Aufenthalt Cornagos in seinem Geburtsland Spanien durchaus möglich. Andererseits hatte der Komponist in der kirchlichen Verwaltung des Königs 1466 eine wichtige Position inne, so dass es auch möglich wäre, dass er in dieser schwierigen Zeit an der Seite des Herrschers geblieben war. Zu einem nicht genau bekannten Zeitpunkt (in den späten 1460er oder in den sehr frühen 1470er Jahren) hat Cornago Neapel verlassen und ist endgültig nach Spanien zurückgekehrt, wo er nach dem letzten bekannten Dokument aus dem Jahr 1475 in der Hofkapelle von König Ferdinand dem Katholischen gedient hat.

## Bedeutung
Der Weggang Juan Cornagos aus Neapel fiel in eine Zeit, in der die spanischen Elemente in der neapolitanischen Musik zugunsten der Franko-flämischen Musik ohnehin auf dem Rückzug waren (Ankunft von Johannes Tinctoris in den frühen 1470er Jahren). Cornagos herausragende Bedeutung für den Hof von Neapel ergibt sich schon aus seiner ungewöhnlich hohen Vergütung, die mit derjenigen der höheren Ränge in der mittleren höfischen Verwaltung vergleichbar war; darüber hinaus belegen auch seine Steuerbefreiung und seine hohe Stellung in der klerikalen Verwaltung seinen großen Einfluss am Hof in Neapel.
Cornago ist der erste spanische Komponist, von dem eine größere Zahl von Werken überliefert ist; darüber hinaus kann er als Vater des weltlichen spanischen Lieds im 15. Jahrhundert betrachtet werden. Neun von Cornagos elf weltlichen Werken gehen auf Gedichte in kastilischer Sprache des Dichters Pedro de Torellas zurück. Sein musikalischer Stil bei den weltlichen Werken entspricht weitgehend dem Stil, der dort für die Mitte des 15. Jahrhunderts typisch ist. Ursprünglich waren alle Lieder dreistimmig, und die oberste Stimme bildete mit dem Tenor das polyphone Gerüst. Individuell ist bei Cornagos Stil vielleicht seine Vorliebe für die raschen Bewegungen des Contratenors, der sich oft ebenso schnell wie die anderen Stimmen bewegt. Die einzige von ihm überlieferte Motette, »Patres nostri peccaverunt« ist ein besonders früher Satz aus den Klageliedern des Propheten Jeremia. Die einzige mehrsätzige Komposition des Meisters ist seine Messe »Ayo visto lo mapamundi«, die auf der sizilianischen Melodie einer beliebten Barzelletta beruht, welche in den 1450er Jahren in Neapel volkstümlich war. Diese Komposition ist mit Sicherheit vor dem Tod von König Alfonso I. (1458) entstanden und gilt deshalb zu den frühesten zyklischen Messen mit weltlichem Cantus firmus. Cornagos Werke spielen insgesamt eine bedeutende Rolle sowohl bei der Entwicklung der spanischen weltlichen Musik als auch bei der Entwicklung der Musik am aragonesischen Hof in Neapel.

## Werke
- Geistliche Werke
  - Missa »Ayo visto lo mapamundi« zu vier Stimmen
  - Motette »Patres nostri peccaverunt« zu vier Stimmen
- Weltliche Werke
  - »Dónde estás que no te veo« zu drei Stimmen (das Gedicht wird Diego de Castilla zugeschrieben)
  - »Gentil dama non se gana« zu drei Stimmen; eines der Quellmanuskripte zeigt einen durch einen späteren Schreiber hinzugefügten Contratenor
  - »Moro perche non day fede« zu drei Stimmen
  - »Morte o merce« zu drei Stimmen
  - »Non gusto del male estraneo« zu drei Stimmen
  - »Porque mas sin duda creas« zu drei Stimmen (Gedicht von Juan de Mena)
  - »Pues que Dios te fizo tal« zu drei Stimmen (drei Versionen, jede mit einem anderen Contratenor)
  - »Que’es mi vida preguntays?« zu drei Stimmen (zwei Versionen, eine mit einer doppelten Zuschreibung an Cornago-Oquegan, eine mit einem überarbeiten Contratenor und einem hinzugefügten Bass)
  - »Segun las penas me days« zu drei Stimmen
  - »Señora, qual soy venido« zu drei Stimmen (Gedicht von Marqués de Santillana); eine der Quellhandschriften enthält eine weltliche Kontrafaktur »Infante nos«, und gibt die doppelte Zuschreibung Cornago-Trina
  - »Yerra con poco saber« zu drei Stimmen